# Cyanocompsa
Cyanocompsa is een geslacht van vogels uit de familie van de kardinaalachtigen (Cardinalidae). Er is één soort:
- Cyanocompsa parellina  – Azuurbisschop